# Кирманы
 Кирманы  — опустевшее село в Шатковском районе Нижегородской области. Входит в состав городского поселения рабочий посёлок Лесогорск.

## География
Село находится в юго-восточной части Нижегородской области на расстоянии приблизительно 14 километров по прямой на запад-юго-запад от поселка Шатки, административного центра района. 

## История
Известно было с 1585 года как помещичья деревня. В 1680 году здесь тогда (в год постройки Николаевской церкви) отмечалось 8 дворов, принадлежала деревня Бутурлиным. В 1691 году освящена вторая церковь Трех Святителей. Во второй половине XVIII века село перешло помещице Адамовой, в XIX веке помещикам Недосекину и Челищеву. В 1859 году отмечалось 32 двора и 119 жителей. По состоянию на 2020 опустело и представляет собой урочище с фундаментами домов.

## Население
Постоянное население составляло 16 человек (русские 100%) в 2002 году, 16 в 2010.